# دورهمی
دورهمی نام یک برنامه تلویزیونی با اجرای مهران مدیری است که ۲۷ اسفند ۱۳۹۴ با تهیه کنندگی حمید رحیمی نادی و هاشم رضایت در (شبکه نسیم) شروع به پخش کرد. دورهمی پربیننده‌ترین برنامه تاریخ تلویزیون ایران است. سید مصطفی احمدی تهیه‌کننده سری سوم این مجموعه در خرداد ۹۸ با قاطعیت از منتفی شدن سری چهارم دورهمی خبر داد. اما در شب یلدای ۹۸ قسمت جدید پخش شد و سری چهار از فصل اول دورهمی از زمستان ۱۳۹۸ آغاز شد. سپس پس از ۴ سری از فصل اول دورهمی با موضوع تاک‌شو، این برنامه به مسابقه تبدیل شد که آغازگر فصل جدید دورهمی تا قبل از توقف تولید شد.

## محتوای برنامه
در هر قسمت از برنامه مهران مدیری در مورد یک موضوع خاص چندین استندآپ کمدی اجرا می‌کند در ابتدا میان آیتم‌ها و در پایان و تحت عنوان حرف آخر یا کلام آخر از نگاه دیگر گفته‌ها و نمایش‌ها در این برنامه سعی در بیان مشکلات جامعه به صورت طنز یا کنایه مانند دارند. در فصل‌های اول بازیگران ثابت و در هر قسمت یک بازیگر مهمان نیز حضور داشت که با حضور در مقابل دوربین همراه با سایر بازیگران سعی در ایجاد یک فضای شیرین و کمدی داشتند. در فصل‌های بعدی تعداد بازیگران بخش‌های نمایشی به تدریج کم و کمتر شد و در فصل‌های اخیر آیتم نمایشی به کلی حذف و برنامه منحصر به استندآپ‌های مجری گفتگو با مهمان یا تماشاگران و خواندن نظرات تماشاچیان منزل (کامنت‌ها) گردید.

## فصل‌ها

### فصل اول (سری اول؛ بخش اول)
داستان بخش اول سری اول این بخش مربوط به یک خانواده پولدار است که در خانه‌ای بزرگ زندگی می‌کنند کاپیتان (محمد نادری) صاحبخانه و هما (الیکا عبدالرزاقی) همسر کاپیتان هستند. که در ادامه پیمان (سیامک انصاری) و مهرناز (شقایق دهقان) هم به آن‌ها ملحق می‌شوند در این میان خدمتکار فضول و پررویی به اسم نادر (امیرمهدی ژوله) هم استخدام می‌شود و پیمان باید طوری رفتار کند که به او انگ داماد سرخانه نخورد.

### بازیگران و شخصیت‌ها
| نام بازیگر       | نقش            | توضیح |
| ---------------- | -------------- | ----- |
| سیامک انصاری     | پیمان          |       |
| شقایق دهقان      | مهرناز طهماسبی |       |
| الیکا عبدالرزاقی | هما            |       |
| محمد نادری       | کاپیتان        |       |
| امیرمهدی ژوله    | نادر           |       |
| مهران رنجبر      | سپهر طهماسبی   |       |

### فصل اول (سری اول؛ بخش دوم)
در بخش دوم از سری اول بخش نمایشی چند بازیگر از پروژه جدا شدند و چند بازیگر اضافه شدند. شقایق دهقان و امیرمهدی ژوله دو بازیگری بودند که در سری دوم نمایش حضور نداشتند. داستان این سری در یک خانه بزرگ می‌گذرد و مالک آن آقای ارسلان مظفری (سیامک انصاری) است که در خارج از ایران زندگی می‌کند اما چند نفر آن ملک را از یک کلاهبردار اجاره می‌کنند. مظفری وقتی به ایران برمی‌گردد و این وضع را می‌بیند سعی می‌کند آن‌ها را بیرون کند اما افراد به دلیل داشتن قرارداد می‌توانند در خانه بمانند مظفری شکایت می‌کند و مراحل قانونی این شکایت طول می‌کشد و برای همین باید چند خانواده با یکدیگر کنار بیایند و صلح آمیز زندگی کنند. دست فروشی به نام قیمت (سروش جمشیدی) هم در خانه رفت‌وآمد دارد.

### بازیگران و شخصیت‌ها
| نام بازیگر       | نقش                | توضیح |
| ---------------- | ------------------ | ----- |
| سیامک انصاری     | ارسلان مظفری       |       |
| محمد نادری       | جانیار نادری       |       |
| الیکا عبدالرزاقی | لیایول لیایولستانی |       |
| رامین ناصر نصیر  | چنگیز خان          |       |
| لیلا ایرانی      | دریا               |       |
| مهران رنجبر      | گرشاسب (یویو)      |       |
| امیر جنانی       | گودرز (لالا)       |       |
| سروش جمشیدی      | قیمت               |       |

### فصل اول؛ سری دوم
در سری دوم بازیگرانی چون (الیکا عبدالرزاقی) و (محمد نادری) و (امیر جنانی) و (لیلا ایرانی) و (رامین ناصرنصیر) و (مهران رنجبر) از پروژه جدا شدند. ولی بازیگرانی همچون (سیامک انصاری) و (سروش جمشیدی) در گروه ماندند و (مه لقا باقری) هم به پروژه اضافه شد.
در این سری قیمت (سروش جمشیدی) با آناستازیا (مه لقا باقری) ازدواج کرده‌است.

### بازیگران و شخصیت‌ها
| نام بازیگر   | نقش             | توضیح |
| ------------ | --------------- | ----- |
| سیامک انصاری | ارسلان مظفری    |       |
| مه لقا باقری | آناستازیا (آنی) |       |
| سروش جمشیدی  | قیمت            |       |

### فصل اول؛ سری سوم
در سری سوم بازیگرانی چون سیامک انصاری و مه‌لقا باقری از گروه جدا شدند ولی (قیمت) سروش جمشیدی در گروه ماند و شمسی مظفری (سحر ولدبیگی) به او ملحق شد که به جای همسر اولش و نقش همسر دوم شخصیت قیمت را داشت. البته سحر ولدبیگی نیز بعد از چند قسمت از پروژه جدا شد و نمایش دهی این سری از فصل اول تا پایان آن با تعامل میان سروش جمشیدی و مهران مدیری ادامه یافت. این سری آخرین سری دورهمی بود که نمایش داشت و از سری چهارم نمایش حذف شد.

### بازیگران و شخصیت‌ها
| نام بازیگر   | نقش          | توضیح |
| ------------ | ------------ | ----- |
| سیامک انصاری | ارسلان مظفری |       |
| سحر ولدبیگی  | شمسی مظفری   |       |
| سروش جمشیدی  | قیمت         |       |

### فصل اول؛ سری چهارم
به گفته امیر وفایی وضعیت دورهمی معلوم نبود و پخش این سری در هاله ای از ابهام قرار داشت ولی پخش این فصل ادامه داشت در این فصل نمایش حذف شده‌است و برنامه منحصر شده‌است به استندآپ کمدی‌های مجری گفتگو با مهمان و تماشاگران و آواز خواندن مهمانان خواننده و خواندن نظرات بینندگان توسط مجری در خرداد ماه ۱۳۹۹ مهران مدیری بارها قول داد به زودی برنامه دچار تغییرات زیادی خواهد شد و از تکرار و ملالت بیرون خواهد آمد.

### فصل دوم
فصل پنجم برنامه دورهمی با تغییر کلی نسبت به فصل اول و در قالب مسابقه بزرگ تلویزیونی دورهمی برگزار شد.

## عوامل
- مهراب قاسم‌خانی (طراح و کارگردان سری اول)
- مهران مدیری (طراح و کارگردان از سری دوم و اجرا)[۱]
- هاشم رضایت (تهیه‌کنندگان)
- حمید رحیمی نادی
- سید مصطفی احمدی
- فیلم مارکت
- فرهاد مدیری (آهنگساز)

گروه نویسندگان:
- امیر وفایی
- الهه زارع نژاد
- محمد صفاجویی
- هدی ایزدی
- سعیدهوشیار
- حسام نامی
- احسان ابراهیمی
- زهرا افشار
- بابک ثبوتی
- محسن میریوسفی
- فاطمه راست‌گفتار

## مهمانان

### فصل اول
| قسمت          | نام مهمان                              | حرفه                  | هدیه اهدایی                          | تصویر                 |
| ------------- | -------------------------------------- | --------------------- | ------------------------------------ | --------------------- |
| اول           | برزو ارجمند                            | بازیگر                | -                                    |                       |
| دوم           | مهمان نداشت                            | -                     | -                                    | -                     |
| سوم           | مهراوه شریفی‌نیا                        | بازیگر                | -                                    |                       |
| سوم           | علی زند وکیلی                          | خواننده               | -                                    |                       |
| سوم           | علی پروین                              | فوتبالیست             | -                                    |                       |
| سوم           | شبنم مقدمی                             | بازیگر                | -                                    |                       |
| چهارم         | رضا یزدانی                             | خواننده               | -                                    |                       |
| پنجم          | سروش صحت                               | بازیگر کارگردان       | -                                    |                       |
| ششم           | امیریل ارجمند یاسمینا باهر             | بازیگر                | -                                    |                       |
| ششم           | فیروز کریمی                            | مربی                  | -                                    |                       |
| ششم           | نیما فلاح سحر ولدبیگی                  | بازیگر                | -                                    | -                     |
| هفتم          | امیر آقایی                             | بازیگر                | -                                    |                       |
| هشتم          | محمدفؤاد صفاریان پور سیاوش صفاریان پور | مجری                  | -                                    |                       |
| نهم           | جمشید مشایخی                           | بازیگر                | -                                    |                       |
| دهم           | بهنام صفوی                             | خواننده               | -                                    |                       |
| یازدهم        | کامران تفتی                            | بازیگر                | -                                    |                       |
| دوازدهم       | برانکو ایوانکوویچ                      | مربی                  | -                                    |                       |
| سیزدهم        | خشایار اعتمادی                         | خواننده               | -                                    |                       |
| سیزدهم        | امید روحانی                            | بازیگر                | -                                    |                       |
| سیزدهم        | امین حیایی                             | بازیگر                | -                                    |                       |
| چهاردهم       | وحید طالب‌لو                            | دروازه‌بان             | -                                    |                       |
| پانزدهم       | پرویز کردوانی فریده گلبو               | نویسنده               | -                                    |                       |
| پانزدهم       | کمند امیرسلیمانی                       | بازیگر                | -                                    |                       |
| شانزدهم       | حسین عرفانی مهسا عرفانی                | دوبلور                | -                                    |                       |
| شانزدهم       | روزبه نعمت‌الهی                         | خواننده               | -                                    |                       |
| شانزدهم       | علیرضا خمسه                            | بازیگر                | -                                    |                       |
| هفدهم         | ناصر مهدی‌زاده آذر ابوالفتحی            | زوج خوشبخت            | -                                    | -                     |
| هجدهم         | محمد مایلی‌کهن                          | مربی                  | -                                    |                       |
| هجدهم         | امین زندگانی الیکا عبدالرزاقی          | بازیگر                | -                                    |                       |
| نوزدهم        | امیرمهدی ژوله                          | نویسنده               | -                                    |                       |
| نوزدهم        | مهدی یراحی                             | خواننده               | -                                    |                       |
| بیستم         | پرویز بهرام                            | دوبلور و بازیگر تئاتر | -                                    |                       |
| بیست و یکم    | حسن آقاجانی                            | پزشک                  | -                                    |                       |
| بیست و دوم    | بهرام زند                              | دوبلور                | -                                    | -                     |
| بیست و سوم    | عارف لرستانی                           | بازیگر                | -                                    |                       |
| بیست و سوم    | علیرضا حیدری                           | کٌشتی گیر              | -                                    | -                     |
| بیست و چهارم  | کوروش تهامی                            | بازیگر                | -                                    |                       |
| بیست و چهارم  | امیر تاجیک امید تاجیک                  | خواننده               | -                                    |                       |
| بیست و چهارم  | حمید استیلی                            | فوتبالیست             | -                                    |                       |
| بیست و پنجم   | زهره شکوفنده                           | دوبلور                | -                                    |                       |
| بیست و ششم    | حجت اشرف‌زاده                           | خواننده               | -                                    |                       |
| بیست و ششم    | هومن برق‌نورد                           | بازیگر                | -                                    |                       |
| بیست و هفتم   | شیلا خداداد                            | بازیگر                | -                                    |                       |
| بیست و هفتم   | حسام‌الدین سراج                         | آهنگساز               | -                                    |                       |
| بیست و هشتم   | لاله اسکندری                           | بازیگر                | -                                    |                       |
| بیست و هشتم   | وحید شمسایی                            | فوتبالیست             | -                                    |                       |
| بیست و نهم    | زهرا نعمتی                             | تیرانداز              | -                                    |                       |
| بیست و نهم    | الهام پاوه‌نژاد                         | بازیگر                | -                                    |                       |
| سی ام         | علی تفرشی                              | خواننده               | -                                    | -                     |
| سی ام         | علی‌رضا رضایی                           | کشتی‌گیر               | -                                    |                       |
| سی ام         | بهنوش بختیاری                          | بازیگر                | -                                    |                       |
| سی و یکم      | محمود پاک‌نیت مهوش صبرکن                | بازیگر                | -                                    |                       |
| سی و یکم      | ابوالفضل جلیلی                         | کارگردان              | -                                    | -                     |
| سی و دوم      | رضا رشیدپور                            | مجری                  | چند قطعه عکس                         |                       |
| سی و سوم      | علی عمرانی                             | بازیگر                | -                                    |                       |
| سی و چهارم    | صمد نیکخواه بهرامی                     | بسکتبالیست            | -                                    |                       |
| سی و پنجم     | سالار عقیلی                            | خواننده               | -                                    |                       |
| سی و پنجم     | حسین عبدی                              | فوتبالیست             | -                                    |                       |
| سی و ششم      | سعید شهروز                             | خواننده               | -                                    |                       |
| سی و ششم      | مهرداد میناوند                         | فوتبالیست             | -                                    |                       |
| سی و هفتم     | الهام حمیدی                            | بازیگر                | -                                    |                       |
| سی و هشتم     | بهاره رهنما                            | بازیگر                | -                                    |                       |
| سی و نهم      | بابک جهانبخش                           | خواننده               | -                                    |                       |
| سی و نهم      | شهره سلطانی                            | بازیگر                | -                                    | -                     |
| چهلم          | سیما تیرانداز                          | بازیگر                | -                                    |                       |
| چهلم          | رضا صادقی                              | خواننده               | -                                    |                       |
| چهلم          | احسان روزبهانی                         | بوکسر                 | -                                    | -                     |
| چهل و یکم     | سحر جعفری جوزانی                       | بازیگر                | -                                    |                       |
| چهل و دوم     | گلاره عباسی                            | بازیگر                | -                                    |                       |
| چهل و دوم     | گروه آوازی                             | خواننده               | -                                    | -                     |
| چهل و دوم     | آتیلا حجازی                            | فوتبالیست             | -                                    |                       |
| چهل و سوم     | کامبیز دیرباز                          | بازیگر                | -                                    |                       |
| چهل و چهارم   | پرستو گلستانی                          | بازیگر                | -                                    | -                     |
| چهل و چهارم   | مهدی صفایی                             | ورزشکار               | -                                    | -                     |
| چهل و پنجم    | شبنم قلی‌خانی                           | بازیگر                | -                                    |                       |
| چهل و ششم     | سامان سالور سمیرا حسن پور              | کارگردان بازیگر       | -                                    |                       |
| چهل و ششم     | پوریا پورسرخ                           | بازیگر                | -                                    |                       |
| چهل و هفتم    | رسول نجفیان                            | خواننده بازیگر        | -                                    |                       |
| چهل و هشتم    | مینو غزنوی                             | دوبلور                | -                                    | -                     |
| چهل و هشتم    | سیامک انصاری                           | بازیگر                | -                                    |                       |
| چهل و نهم     | مسئول ستاد دیه                         | -                     | -                                    | -                     |
| چهل و نهم     | فرهاد ظریف                             | والیبالیست            | -                                    |                       |
| پنجاهم        | عبدالله اسکندری                        | چهره پرداز            | -                                    |                       |
| پنجاهم        | افسانه چهره‌آزاد                        | بازیگر                | -                                    |                       |
| پنجاه و یکم   | آفرین عبیسی                            | بازیگر                | کتاب مولانا و تسبیح                  |                       |
| پنجاه و یکم   | بهنام تشکر                             | بازیگر                | خوشنویسی شعر حافظ                    |                       |
| پنجاه و دوم   | بهروز رضوی                             | گوینده                | -                                    | -                     |
| پنجاه و سوم   | لیلا بلوکات                            | بازیگر                | -                                    |                       |
| پنجاه و چهارم | محمدحسین لطیفی                         | کارگردان              | -                                    |                       |
| پنجاه و چهارم | نفیسه روشن                             | بازیگر                | -                                    |                       |
| پنجاه و پنجم  | سیاوش خیرابی                           | بازیگر                | -                                    |                       |
| پنجاه و ششم   | سامان گلریز                            | آشپز                  | -                                    | -                     |
| پنجاه و هفتم  | نسرین مقانلو                           | بازیگر                | -                                    |                       |
| پنجاه و هفتم  | میثم ابراهیمی                          | خواننده               | -                                    | -                     |
| پنجاه و هشتم  | علی انصاریان                           | فوتبالیست و بازیگر    | -                                    |                       |
| پنجاه و هشتم  | آرش برهانی                             | فوتبالیست             | -                                    |                       |
| پنجاه و نهم   | امید حاجیلی                            | خواننده               | ترومپ و آلبومش                       |                       |
| شصتم          | رامبد شکرآبی حدیث فولادوند             | بازیگر                | قرآن                                 |                       |
| شصتم          | مهدی یغمایی                            | خواننده               | انگشتر مادر                          | -                     |
| شصت و یکم     | میلاد کی‌مرام                           | بازیگر                | -                                    |                       |
| شصت و دوم     | سهراب مرادی                            | ورزشکار               | دوبنده                               |                       |
| شصت و دوم     | سینا شعبانخانی                         | خواننده               | -                                    | -                     |
| شصت و سوم     | نرگس محمدی                             | بازیگر                | -                                    |                       |
| شصت و چهارم   | پژمان بازغی                            | بازیگر                | پیرهن فوتبال                         |                       |
| شصت و چهارم   | آزاده زارعی                            | بازیگر                | -                                    |                       |
| شصت و پنجم    | امیرعلی دانایی                         | بازیگر                | خودنویس پدر                          |                       |
| شصت و ششم     | سورنا ستاری                            | سیاستمدار             | -                                    |                       |
| شصت و هفتم    | بهاره افشاری                           | بازیگر                | کتاب حافظ                            |                       |
| شصت و هشتم    | رضا یزدانی                             | خواننده               | -                                    |                       |
| شصت و هشتم    | علی نصیریان                            | بازیگر                | -                                    |                       |
| شصت و نهم     | لیندا کیانی                            | بازیگر                | -                                    |                       |
| هفتادم        | افسانه بایگان                          | بازیگر                | -                                    |                       |
| هفتاد و یکم   | سحر زکریا                              | بازیگر                | کیسه بوکس                            |                       |
| هفتاد و دوم   | داوود نماینده                          | گوینده                | -                                    |                       |
| هفتاد و سوم   | حجت اشرف زاده                          | خواننده               | -                                    |                       |
| هفتاد و سوم   | فاطمه گودرزی                           | بازیگر                | -                                    |                       |
| هفتاد و چهارم | علیرضا شجاع نوری                       | بازیگر                | -                                    |                       |
| هفتاد و چهارم | حسین وفایی شهرام صفوی                  | قهرمان اسنوکر         | -                                    | پرونده:حسین وفایی.jpg |
| هفتاد و چهارم | سالار عقیلی                            | خواننده               | -                                    |                       |
| هفتاد و پنجم  | وحید تاج                               | خواننده               | -                                    |                       |
| هفتاد و پنجم  | امین تارخ                              | بازیگر                | -                                    |                       |
| هفتاد و ششم   | فرهاد آئیش                             | بازیگر                | -                                    |                       |
| هفتاد و ششم   | حمید عسگری                             | خواننده               | -                                    |                       |
| هفتاد و هفتم  | نگار عابدی                             | بازیگر                | -                                    |                       |
| هفتاد و هشتم  | نسرین نصرتی                            | بازیگر                | -                                    |                       |
| هفتاد و نهم   | منوچهر آذری                            | بازیگر                | ساز دهنی                             |                       |
| هفتاد و نهم   | سعید عرب                               | خواننده               | -                                    | -                     |
| هفتاد و نهم   | رضا جاودانی                            | مجری                  | -                                    | -                     |
| هشتادم        | مهمان نداشت                            | -                     | -                                    | -                     |
| هشتاد و یکم   | مجید سمیعی                             |                       | کتاب تخصصی جراحی تمبر یادبود شخصی او |                       |
| هشتاد و دوم   | سعید عبدولی                            | ورزشکار               | -                                    |                       |
| هشتاد و سوم   | علی ضیا                                | مجری                  | -                                    |                       |
| هشتاد و سوم   | مجید واشقانی                           | بازیگر                | -                                    | -                     |
| هشتاد و چهارم | معصومه ابتکار                          | سیاست‌مدار             | -                                    |                       |
| هشتاد و پنجم  | شهره لرستانی                           | بازیگر                | -                                    |                       |
| هشتاد و پنجم  | محمدعلی بهمنی                          | شاعر                  | -                                    |                       |
| هشتاد و ششم   | اعضای بنیاد اوتیسم                     | -                     | -                                    | -                     |
| هشتاد و ششم   | محمد علیزاده                           | خواننده               | -                                    |                       |
| هشتاد و ششم   | مهدی کرم پور                           | کارگردان              | -                                    |                       |
| هشتاد و هفتم  | پیروز ارجمند                           | آهنگساز               | -                                    |                       |
| هشتاد و هفتم  | مرتضی موسی خانی                        | پژوهشگر               | -                                    |                       |
| هشتاد و هشتم  | علی دهکردی                             | بازیگر                | -                                    |                       |
| هشتاد و نهم   | مرجانه گلچین                           | بازیگر                | -                                    |                       |
| نودم          | لادن مستوفی                            | بازیگر                | -                                    |                       |
| نود و یکم     | هادی کاظمی                             | بازیگر                | -                                    |                       |
| نود و یکم     | بهداد سلیمی                            | ورزشکار               | -                                    |                       |
| نود و دوم     | جمشید گرگین                            | بازیگر                | -                                    |                       |
| نود و سوم     | نیما مسیحا                             | خواننده               | -                                    |                       |
| نود و سوم     | فقیهه سلطانی                           | بازیگر                | -                                    |                       |
| نود و چهارم   | هومن حاجی عبداللهی                     | مجری                  | -                                    |                       |
| نود و پنجم    | آزاده صمدی                             | بازیگر                | -                                    |                       |
| نود و ششم     | ماه‌چهره خلیلی                          | بازیگر                | -                                    |                       |
| نود و ششم     | کامران رسول زاده                       | خواننده               | -                                    |                       |
| نود و ششم     | حمید منوچهری                           | گوینده                | -                                    |                       |
| نود و هفتم    | کیوان ساکت                             | آهنگساز               | -                                    |                       |
| نود و هفتم    | افشین زی‌نوری                           | مجری، دوبلور          | -                                    |                       |
| نود و هفتم    | سیروس الوند                            | کارگردان              | -                                    |                       |
| نود و هشتم    | محمد نیل فروش زاده                     | پزشک پوست و موی       | -                                    | -                     |
| نود و هشتم    | حمید لولایی                            | بازیگر                | انگشتر و تابلو                       |                       |

### فصل دوم
| قسمت          | نام مهمان                              | حرفه                  | هدیه اهدایی                               | تصویر                  |
| ------------- | -------------------------------------- | --------------------- | ----------------------------------------- | ---------------------- |
| اول           | اشکان خطیبی                            | بازیگر                | -                                         |                        |
| دوم           | رضا رویگری                             | بازیگر                | -                                         |                        |
| سوم           | اکبر عبدی                              | بازیگر                | -                                         | پرونده:اکبر عبدی.jpg   |
| چهارم         | اکبر عبدی امیر نوری                    | بازیگر                | -                                         | پرونده:اکبر عبدی.jpg · |
| پنجم          | سمانه پاکدل                            | بازیگر                | -                                         |                        |
| ششم           | حمید گودرزی                            | بازیگر                | -                                         |                        |
| هفتم          | علی عبدالمالکی                         | خواننده               | -                                         |                        |
| هشتم          | جواد عزتی                              | بازیگر                | گریم بابا اتی                             |                        |
| نهم           | امید نعمتی                             | خواننده               | -                                         |                        |
| دهم           | سید جواد رضویان                        | بازیگر                | -                                         |                        |
| یازدهم        | هادی حجازی‌فر                           | بازیگر                | -                                         |                        |
| دوازدهم       | جواد خیابانی                           | مجری                  | -                                         |                        |
| سیزدهم        | لیلا اوتادی                            | بازیگر                | -                                         |                        |
| چهاردهم       | مسعود بختیاری                          | فرمانده               | -                                         | -                      |
| پانزدهم       | مهران غفوریان                          | بازیگر                | دیوان حافظ                                |                        |
| شانزدهم       | کوروش محمدخانی                         | راننده فرمول یک       | -                                         |                        |
| هفدهم         | محمدرضا علیمردانی                      | دوبلور                | -                                         |                        |
| هجدهم         | پویا بیاتی                             | خواننده               | -                                         | -                      |
| هجدهم         | دکتر سید علی جمالیان                   | پزشک متخصص قلب و عروق | -                                         | -                      |
| نوزدهم        | محمدرضا هدایتی                         | بازیگر                | -                                         |                        |
| بیستم         | فاطمه هاشمی                            | بازیگر                | -                                         |                        |
| بیست و یکم    | سیامک عباسی                            | خواننده               | -                                         | -                      |
| بیست و دوم    | مریم کاویانی                           | بازیگر                | -                                         |                        |
| بیست و سوم    | رؤیا تیموریان                          | بازیگر                | -                                         |                        |
| بیست و چهارم  | گوهر خیراندیش                          | بازیگر                | -                                         |                        |
| بیست و پنجم   | پدرام کریمی                            | مجری و بازیگر         | -                                         | -                      |
| بیست و ششم    | مژده لواسانی                           | مجری                  | -                                         |                        |
| بیست و هفتم   | مهرداد صدیقیان                         | بازیگر                | -                                         |                        |
| بیست و هشتم   | مارال فرجاد مونا فرجاد                 | بازیگر                | -                                         |                        |
| بیست و نهم    | جلال‌الدین معیریان                      | گریمور                | -                                         |                        |
| سی ام         | حامد همایون                            | خواننده               | چند نسخه آلبوم دوباره عشق و حافظ دو زبانه |                        |
| سی و یکم      | مریم معصومی                            | بازیگر                | -                                         |                        |
| سی و دوم      | حمیدرضا حامی                           | خواننده               | -                                         |                        |
| سی و سوم      | نیما شاهرخ شاهی                        | بازیگر                | -                                         |                        |
| سی و چهارم    | چنگیز جلیلوند                          | دوبلور                | -                                         |                        |
| سی و پنجم     | گروه دنگ شو (طاها پارسا و میلاد باقری) | موسیقی                | -                                         |                        |
| سی و ششم      | ناصر ممدوح                             | گوینده دوبلر          | گزیده غزلیات حافظ                         |                        |
| سی و هفتم     | علی قربان‌زاده                          | بازیگر                | -                                         |                        |
| سی و هشتم     | داریوش اسدزاده                         | بازیگر                | دو کتاب از خودش                           |                        |
| سی و نهم      | مجید اخشابی                            | خواننده               | -                                         |                        |
| چهلم          | مهران احمدی                            | بازیگر                | -                                         |                        |
| چهل و یکم     | ژاله صادقیان                           | گوینده                | -                                         | -                      |
| چهل و دوم     | امیر حسین مدرس                         | مجری بازیگر           | -                                         |                        |
| چهل و سوم     | دانیال عبادی                           | بازیگر                | -                                         |                        |
| چهل و چهارم   | سیاوش طهمورث                           | بازیگر                | -                                         |                        |
| چهل و پنجم    | روشنک عجمیان                           | بازیگر                | -                                         | -                      |
| چهل و ششم     | پرویز پورحسینی                         | بازیگر                | تابلوی رنگ روغن قدیمی                     | -                      |
| چهل و هفتم    | گروه سون                               | گروه موسیقی           | شاهنامه                                   |                        |
| چهل و هشتم    | فریبا متخصص                            | بازیگر                | ساعت قاب دار                              |                        |
| چهل و نهم     | امیر جعفری                             | بازیگر                | تسبیح مادر                                |                        |
| پنجاهم        | نگین معتضدی                            | بازیگر                | چرخ خیاطی مادربزرگ                        |                        |
| پنجاه و یکم   | شهرام حقیقت‌دوست                        | بازیگر                | دیوان حافظ                                |                        |
| پنجاه و دوم   | نادر سلیمانی                           | بازیگر                | بهترین عکس شخصی                           |                        |
| پنجاه و سوم   | بیتا فرهی                              | بازیگر                | کشکول                                     |                        |
| پنجاه و چهارم | غلامرضا نیکخواه                        | بازیگر                | دستمال گردن                               |                        |
| پنجاه و پنجم  | نصرالله رادش                           | بازیگر                | صورتک                                     |                        |
| پنجاه و ششم   | رضا ناجی                               | بازیگر                | کتاب آذربایجان شرقی                       |                        |
| پنجاه و هفتم  | احسان خواجه امیری                      | خواننده               | میکروفون قدیمی                            |                        |

### فصل سوم
| قسمت          | نام مهمان                           | حرفه                             | هدیه اهدایی                              | تصویر |
| ------------- | ----------------------------------- | -------------------------------- | ---------------------------------------- | ----- |
| اول           | محمدرضا شریفی‌نیا                    | بازیگر                           | خودنویس                                  |       |
| دوم           | حمید هیراد                          | خواننده                          | نی                                       |       |
| سوم           | مجید مظفری نیکی مظفری               | بازیگر                           | حکم هنرمند ملی عکس کشتی آنجنیلا          |       |
| چهارم         | گروه دال                            | خواننده (گروه موسیقی)            | -                                        |       |
| پنجم          | علی اوجی نرگس محمدی                 | تهیه‌کننده موسیقی و بازیگر بازیگر | -                                        |       |
| پنجم          | حجت اشرف‌زاده عماد طالب‌زاده          | خواننده                          | -                                        |       |
| ششم           | نیوشا ضیغمی                         | بازیگر                           | خودنویس قلمی نقره                        |       |
| هفتم          | علیرام نورایی                       | بازیگر                           | دوربین فیلمبرداری                        |       |
| هشتم          | گروه موسیقی هوروش بند (مهدی دارابی) | خواننده                          | عینک خودش                                |       |
| نهم           | فرشاد پیوس                          | فوتبالیست                        | جام آقای گل                              |       |
| دهم           | لیلی رشیدی                          | بازیگر                           | یادگاری از پدر                           |       |
| یازدهم        | ابوالفضل پورعرب                     | بازیگر                           | عینک جایزه پیونگ یانگ                    |       |
| دوازدهم       | الهه حصاری                          | بازیگر                           | تندیس جشنواره اوراسیا                    |       |
| دوازدهم       | علیرضا طلیسچی                       | خواننده                          | کتاب نسخ قدیمی                           |       |
| سیزدهم        | مرجان محتشم                         | بازیگر                           | کتاب نسخ قدیمی                           | -     |
| چهاردهم       | محمود کلاری                         | فیلمبردار                        | دوربین فیلمبرداری قدیمی                  |       |
| پانزدهم       | احمد نجفی                           | بازیگر                           | پالتوی نظامی قدیمی                       |       |
| شانزدهم       | نیما کرمی زینب زارع                 | مجری                             | تابلو آینه تزیینی                        | -     |
| هفدهم         | سید محمد موسوی عراقی                | والیبالیست                       | جایزه فردی والیبال                       |       |
| هجدهم         | سادات سید باقر مداح                 | پرستار                           | مدال نمونه پرستاری                       | -     |
| هجدهم         | مانی رهنما صبا راد                  | خواننده گوینده                   | تندیس طلایی بهترین خواننده قرآن نفیس     |       |
| نوزدهم        | پژمان جمشیدی                        | فوتبالیست بازیگر                 | لباس تیم ملی                             |       |
| بیستم         | مازیار میری                         | کارگردان                         | کلاکت فیلم امیر نادری                    |       |
| بیست و یکم    | خداداد عزیزی                        | فوتبالیست                        | کاپ کنفدراسیون فوتبال آسیا               |       |
| بیست و دوم    | داریوش فرهنگ                        | بازیگر کارگردان                  | تابلو یادگاری                            |       |
| بیست و سوم    | خسرو حیدری                          | فوتبالیست                        | کفش                                      |       |
| بیست و چهارم  | بهنام بانی                          | خواننده                          | لباس                                     |       |
| بیست و پنجم   | محسن کیایی مصطفی کیایی              | بازیگر کارگردان                  | چمدان تابلو یادگاری                      |       |
| بیست و ششم    | الناز حبیبی                         | بازیگر                           | تابلو فرش                                |       |
| بیست و هفتم   | ماکان (گروه موسیقی)                 | خواننده                          | تابلو نقاشی و گیتار                      | -     |
| بیست و هشتم   | شاهرخ استخری                        | بازیگر                           | -                                        | -     |
| بیست و نهم    | میترا حجار                          | بازیگر                           | -                                        |       |
| سی ام         | سامان احتشامی                       | نوازنده                          | -                                        | -     |
| سی و یکم      | علیرضا طلیسچی                       | خواننده                          | -                                        |       |
| سی و دوم      | محمدجواد آذری جهرمی                 | وزیر                             | کلکسیون تمبرهای پست تمبر مخصوص نقره حافظ |       |
| سی و سوم      | علیرضا فغانی                        | داور                             | توپ فوتبال جام آسیا                      |       |
| سی و جهارم    | پژمان بازغی مستانه مهاجر            | بازیگر تدوین گر                  | -                                        |       |
| سی و پنجم     | ابوالحسن تهامی‌نژاد                  | گوینده دوبلر                     | آلبوم صوتی دوبله                         |       |
| سی و ششم      | سام درخشانی                         | بازیگر                           | تابلو نقاشی شخصی                         |       |
| سی و هفتم     | سعید راد                            | بازیگر                           | مجموعه آلبوم ۲۰ فیلم                     |       |
| سی و هشتم     | کتایون ریاحی                        | بازیگر                           | جمع‌آوری کمک نقدی                         |       |
| سی و هشتم     | حامد همایون                         | خواننده                          | -                                        |       |
| سی و نهم      | رامبد جوان                          | مجری بازیگر کارگردان و تهیه‌کننده | لوح خندوانه                              |       |
| چهلم          | مصطفی زمانی                         | بازیگر                           | عینک فرهاد دماوندی                       |       |
| چهلم          | امیرعباس گلاب                       | خواننده                          | تابلو نقاشی                              |       |
| چهل و یکم     | محمد معتمدی                         | خواننده                          | آثار هنری از خود                         |       |
| چهلم و دوم    | سحر دولتشاهی                        | بازیگر                           | نمایشنامه تئاتر                          |       |
| چهلم و دوم    | گروه سون                            | گروه موسیقی                      | -                                        |       |
| چهل و سوم     | محمد سلوکی                          | مجری بازیگر                      | کمد                                      |       |
| چهلم و چهارم  | مهدی سلطانی                         | بازیگر                           | کلاه هاشم خان دماوندی                    |       |
| چهلم و چهارم  | پازل                                | گروه موسیقی                      | -                                        | -     |
| چهل و پنجم    | سارا بهرامی                         | بازیگر                           | تابلو نقاشی از خود                       |       |
| چهلم و ششم    | آتیلا پسیانی                        | بازیگر                           | یکی از کارهای حجم خود                    |       |
| چهلم و ششم    | میثم ابراهیمی                       | خواننده                          | -                                        | -     |
| چهل و هفتم    | پانته‌آ بهرام                        | بازیگر                           | لوح دل‌نوشته از خود                       | -     |
| چهل و هشتم    | سینا سرلک                           | خواننده                          | ۲۴ آلبوم از خود                          | -     |
| چهل و نهم     | بیژن امکانیان                       | بازیگر                           | دوربین سوپر ۸                            |       |
| پنجاه         | لاله اسکندری ستاره اسکندری          | بازیگر                           | جایزه بازیگری سال ۸۵ سریال نرگس          |       |
| پنجاه و یکم   | ایمان مرآتی                         | خبرنگار                          | -                                        | -     |
| پنجاه و دوم   | سروش جمشیدی                         | بازیگر                           | کاریکاتور از شخصیت قیمت                  |       |
| پنجاه و سوم   | عادل فردوسی‌پور                      | گزارشگر مجری                     | فرش از لوگو ۹۰                           |       |
| پنجاه و چهارم | بهروز افخمی                         | کارگردان                         | -                                        |       |
| پنجاه و پنجم  | رسول صدرعاملی ابراهیم داروغه‌زاده    | کارگردان دبیر جشنواره فجر        | -                                        |       |

### فصل چهارم
| قسمت          | نام مهمان                              | حرفه                                                      | تصویر | هدیه اهدایی |
| ------------- | -------------------------------------- | --------------------------------------------------------- | ----- | ----------- |
| اول           | حمیدرضا آذرنگ                          | بازیگر                                                    |       |             |
| اول           | شبنم مقدمی                             | بازیگر                                                    |       |             |
| دوم           | پژمان بازغی سروش صحت محمدرضا علیمردانی | بازیگر، مجری بازیگر، کارگردان، مجری بازیگر، مجری، خواننده |       |             |
| دوازدهم       | سردار آزمون                            | فوتبالیست                                                 |       |             |
| دوازدهم       | سارا عبدالملکی                         | بازیکن راگبی                                              |       |             |
| چهارم         | منوچهر هادی                            | کارگردان                                                  |       |             |
| پنجم          | نشاط جهانداری                          | خلبان                                                     |       |             |
| ششم           | میرطاهر مظلومی                         | هنرپیشه و دوبلور                                          |       |             |
| هفتم          | علیرضا بیرانوند                        | دروازه‌بان                                                 |       |             |
| هشتم          | نسیم ادبی                              | بازیگر تئاتر                                              |       |             |
| نهم           | آریا عظیمی‌نژاد                         | آهنگ‌ساز                                                   |       |             |
| دهم           | اکرم محمدی                             | بازیگر                                                    |       |             |
| یازدهم        | محمدرضا احمدی                          | مجری و گزارشگر فوتبال                                     |       |             |
| دوازدهم       | علی انصاریان                           | بازیکن فوتبال، هنرپیشه، خواننده، مجری                     |       |             |
| دوازدهم       | فرزاد فرخ                              | خواننده                                                   |       |             |
| سیزدهم        | برزو ارجمند                            | بازیگر                                                    |       |             |
| چهاردهم       | فرزانه فصیحی                           | دونده                                                     |       |             |
| چهاردهم       | شاهین بنان                             | خواننده                                                   |       |             |
| چهاردهم       | علیرضا یارقلی                          | دکتر طب سنتی                                              |       |             |
| پانزدهم       | آرون افشار                             | خواننده                                                   |       |             |
| شانزدهم       | ژرژ پطرسی                              | دوبلور                                                    |       |             |
| هفدهم         | پرویز فلاحی‌پور                         | بازیگر                                                    |       |             |
| هفدهم         | حسین شریفی                             | خواننده                                                   |       |             |
| هجدهم         | شقایق فراهانی                          | بازیگر                                                    |       |             |
| هجدهم         | امیر تاجیک                             | خواننده                                                   |       |             |
| نوزدهم        | کلانتر هرمزی                           | دکتر                                                      |       |             |
| نوزدهم        | گرشا رضایی                             | خواننده                                                   |       |             |
| بیستم         | هدایت هاشمی                            | بازیگر                                                    |       |             |
| بیستم         | امین هدایتی                            | خواننده                                                   |       |             |
| بیست و یکم    | گلاره عباسی                            | بازیگر                                                    |       |             |
| بیست و دوم    | بهنام بانی                             | خواننده                                                   |       |             |
| بیست و سوم    | بهرام افشاری                           | بازیگر                                                    |       |             |
| بیست و سوم    | میثم ابراهیمی                          | خواننده                                                   |       |             |
| بیست و چهارم  | محمدحسین مهدویان                       | کارگردان و فیلم‌نامه‌نویس                                   |       |             |
| بیست و پنجم   | محمد بحرانی                            | صداپیشه و بازیگر                                          |       |             |
| بیست و پنجم   | سینا درخشنده                           | خواننده                                                   |       |             |
| بیست و ششم    | یکتا ناصر                              | بازیگر                                                    |       |             |
| بیست و ششم    | سهیل مهرزادگان                         | خواننده                                                   |       |             |
| بیست و هفتم   | پژمان جمشیدی                           | بازیکن فوتبال و بازیگر                                    |       |             |
| بیست و هفتم   | فرزاد فرخ                              | خواننده                                                   |       |             |
| بیست و هشتم   | ریما رامین‌فر                           | بازیگر                                                    |       |             |
| بیست و نهم    | امیرحسین آرمان                         | بازیگر                                                    |       |             |
| بیست و نهم    | مهدی دارابی                            | خواننده                                                   |       |             |
| سی‌ام          | بنیامین بهادری                         | خواننده                                                   |       |             |
| سی و یکم      | امید حاجیلی                            | خواننده                                                   |       |             |
| سی و دوم      | بهناز جعفری                            | بازیگر                                                    |       |             |
| سی و سوم      | نیما شعبان نژاد                        | بازیگر                                                    |       |             |
| سی و چهارم    | علی کریمی                              | فوتبالیست                                                 |       |             |
| سی و پنجم     | ژیلا صادقی                             | مجری                                                      |       |             |
| سی و ششم      | کتایون مصطفایی فرهاد مرادی             | پرستار                                                    |       |             |
| سی و هفتم     | علیرضا حقیقی                           | دروازه‌بان                                                 |       |             |
| سی و هشتم     | مهران احمدی                            | بازیگر                                                    |       |             |
| سی و نهم      | شکیب شجره                              | بازیگر                                                    |       |             |
| چهلم          | ملیکا شریفی نیا                        | بازیگر                                                    |       |             |
| چهل و یکم     | میلاد کی مرام                          | بازیگر                                                    |       |             |
| چهل و دوم     | پوریا پورسرخ                           | بازیگر                                                    |       |             |
| چهل و سوم     | سیما تیرانداز                          | بازیگر                                                    |       |             |
| چهل و چهارم   | علیرضا افتخاری                         | خواننده                                                   |       |             |
| چهل و پنجم    | اندیشه فولادوند                        | بازیگر                                                    |       |             |
| چهل و ششم     | علی زندوکیلی                           | خواننده                                                   |       |             |
| چهل و هفتم    | مسعود فراستی                           | منتقد                                                     |       |             |
| چهل و هشتم    | علی اوجی رضا یزدانی                    | بازیگر و تهیه‌کننده موسیقی خواننده                         |       |             |
| چهل و نهم     | ژاله صامتی                             | بازیگر                                                    |       |             |
| پنجاهم        | علیرضا نیکبخت واحدی                    | فوتبالیست                                                 |       |             |
| پنجاه و یکم   | فلورا سام                              | کارگردان                                                  |       |             |
| پنجاه و یکم   | کتایون نجفی زاده                       | فوق تخصص ریه                                              |       |             |
| پنجاه و دوم   | علی لهراسبی                            | خواننده                                                   |       |             |
| پنجاه و سوم   | فریبا نادری                            | بازیگر                                                    |       |             |
| پنجاه و سوم   | مهدی یغمایی                            | خواننده                                                   |       |             |
| پنجاه و چهارم | محمدرضا شریفی نیا                      | بازیگر                                                    |       |             |
| پنجاه و چهارم | محمد زارع                              | خواننده                                                   |       |             |
| پنجاه و پنجم  | سعید سهیلی                             | کارگردان                                                  |       |             |
| پنجاه و ششم   | احترام برومند                          | بازیگر                                                    |       |             |
| پنجاه و هفتم  | محمدرضا غفاری                          | بازیگر و خواننده                                          |       |             |
| پنجاه و هفتم  | محمدرضا عیوضی                          | خواننده                                                   |       |             |
| پنجاه و هشتم  | امین زندگانی الیکا عبدالرزاقی          | بازیگر                                                    |       |             |
| پنجاه و نهم   | ستاره پسیانی                           | بازیگر                                                    |       |             |
| پنجاه و نهم   | محمدرضا علیمردانی                      | بازیگر و خواننده                                          |       |             |
| شصتم          | خسرو خسروشاهی                          | دوبلور و مدیر دوبلاژ                                      |       |             |
| شصت و یکم     | هدیه بازوند                            | بازیگر                                                    |       |             |
| شصت و یکم     | قاسم افشار                             | خواننده                                                   |       |             |
| شصت و دوم     | علی اوسیوند                            | بازیگر                                                    |       |             |
| شصت و سوم     | محمود قنبری                            | دوبلور                                                    |       |             |
| شصت و چهارم   | شمسی فضل‌الهی                           | بازیگر                                                    |       |             |
| شصت و پنجم    | مهدی فخیم‌زاده                          | بازیگر و کارگردان                                         |       |             |
| شصت و ششم     | امیرحسین قهرایی                        | کارگردان                                                  |       |             |
| شصت و ششم     | رضا جلیلی خشنود                        | جراح مغز و اعصاب                                          |       |             |
| شصت و هفتم    | سعید عزت‌اللهی                          | فوتبالیست                                                 |       |             |
| شصت و هشتم    | رؤیا نونهالی                           | بازیگر                                                    |       |             |
| شصت و نهم     | منوچهر والی‌زاده                        | دوبلور                                                    |       |             |
| هفتادم        | لاله صدیق                              | اتومبیل‌ران                                                |       |             |
| هفتاد و یکم   | گیو شریفی                              | فوق تخصص جراحی مغز و اعصاب                                |       |             |
| هفتاد و دوم   | رامین رضاییان                          | فوتبالیست                                                 |       |             |
| هفتاد و سوم   | مینا جعفرزاده                          | بازیگر                                                    |       |             |
| هفتاد و چهارم | بهزاد فراهانی                          | بازیگر                                                    |       |             |
| هفتاد و پنجم  | جواد کاظمیان                           | فوتبالیست                                                 |       |             |
| هفتاد و ششم   | رؤیا میرعلمی                           | بازیگر                                                    |       |             |
| هفتاد و هفتم  | نصرالله مدقالچی                        | دوبلور                                                    |       |             |
| هفتاد و هشتم  | امیر آقایی                             | بازیگر                                                    |       |             |
| هفتاد و نهم   | سارا خوئینی‌ها                          | بازیگر                                                    |       |             |
| هشتادم        | نادر فلاح                              | بازیگر                                                    |       |             |
| هشتاد و یکم   | بهروز رضوی                             | صداپیشه                                                   |       |             |
| هشتاد و یکم   | علیرضا افتخاری                         | خواننده                                                   |       |             |
| هشتاد و دوم   | جلال مقامی                             | دوبلور                                                    |       |             |
| هشتاد و سوم   | سارا رسول زاده                         | بازیگر                                                    |       |             |
| هشتاد و چهارم | محمود انوشه                            | روان‌شناس                                                  |       |             |
| هشتاد و پنجم  | الهام حمیدی                            | بازیگر                                                    |       |             |
| هشتاد و ششم   | پردیس احمدیه                           | بازیگر                                                    |       |             |
| هشتاد و ششم   | امیر تاجیک (خواننده)                   | خواننده                                                   |       |             |
| هشتاد و هفتم  | سینا مهراد                             | بازیگر                                                    |       |             |
| هشتاد و هشتم  | ناهید امیریان شمس‌آبادی                 | دوبلور                                                    |       |             |
| هشتاد و نهم   | سالار عقیلی                            | خواننده                                                   |       |             |
| نودم          | غزل شاکری                              | بازیگر                                                    |       |             |
| نود و یکم     | مسعود فروتن                            | نویسنده، مجری، کارگردان و بازیگر                          |       |             |
| نود و یکم     | رضا ملک‌زاده                            | خواننده                                                   |       |             |
| نود و دوم     | امیررضا دلاوری                         | بازیگر                                                    |       |             |
| نود و سوم     | مهرانه مهین‌ترابی                       | بازیگر                                                    |       |             |
| نود و چهارم   | امیر علی‌اکبری                          | کشتی‌گیر و ورزشکار                                         |       |             |
| نود و پنجم    | علیرضا امینی                           | کارگردان                                                  |       |             |
| نود و ششم     | رؤیا تیموریان دنیا مدنی                | بازیگر                                                    |       |             |
| نود و هفتم    | مجید صالحی                             | کارگردان و بازیگر                                         |       |             |
| نود و هشتم    | سیاوش طهمورث                           | بازیگر                                                    |       |             |
| نود و نهم     | بهرنگ علوی                             | بازیگر                                                    |       |             |
| صدم           | کوروش تهامی                            | بازیگر                                                    |       |             |
| صد و یکم      | احسان علیخانی                          | تهیه‌کننده، کارگردان و مجری                                |       |             |

## موضوع قسمت‌ها
- قسمت ۱:تغییر
- قسمت ۲:رشوه
- قسمت ۳:نوروز
- قسمت ۴:اقتصاد
- قسمت ۵:زیرآب زنی
- قسمت ۶:روزهای زن در ایران
- قسمت ۷:عشق
- قسمت ۸:وجدان
- قسمت ۹:حمایت
- قسمت ۱۰:مرگ
- قسمت ۱۱:حریم شخصی
- قسمت ۱۲:روز پدر
- قسمت ۱۳:تب بازیگری و شهرت
- قسمت ۱۴:دوران سربازی
- قسمت ۱۵:محیط زیست
- قسمت ۱۶:شادی
- قسمت ۱۷:مشکلات ازدواج
- قسمت ۱۸:مهربانی
- قسمت ۱۹:شانس
- قسمت ۲۰:دروغ
- قسمت ۲۱:خودباختگی
- قسمت ۲۲:بیماری و خود درمانی
- قسمت ۲۳:فرزند سالاری
- قسمت ۲۴:جوانی
- قسمت ۲۵:کن فیکون
- قسمت ۲۶:آپارتمان نشینی
- قسمت ۲۷:اوقات فراغت
- قسمت ۲۸:ترافیک
- قسمت ۲۹:تکنولوژی
- قسمت ۳۰:خدمات
- قسمت ۳۱:اسراف
- قسمت ۳۲:کلاهبرداری
- قسمت ۳۳:فرصت طلبی
- قسمت ۳۴:تفاهم
- قسمت ۳۵:کم فروشی
- قسمت ۳۶:تخصص و مهارت
- قسمت ۳۷:مد
- قسمت ۳۸:مسئولیت پذیری
- قسمت ۳۹:مطالعه
- قسمت ۴۰:دید و بازدید
- قسمت ۴۱:شغل و درآمد
- قسمت ۴۲:تعطیلات
- قسمت ۴۳:خوانندگی
- قسمت ۴۴:سوگواری
- قسمت ۴۵:سودجویی
- قسمت ۴۶:نوع‌دوستی
- قسمت ۴۷:رفاقت
- قسمت ۴۸:سیستم آموزشی
- قسمت ۴۹:سالمندان
- قسمت ۵۰:زوج‌های جوان
- قسمت ۵۱:اینترنت
- قسمت ۵۲:افسردگی
- قسمت ۵۳:استعدادیابی
- قسمت ۵۴:ترس
- قسمت ۵۵:تغییر شخصیت
- قسمت ۵۶:تظاهر و ریا
- قسمت ۵۷:پارتی بازی
- قسمت ۵۸:اعتیاد
- قسمت ۵۹:لجبازی
- قسمت ۶۰:خشونت
- قسمت ۶۱:خرافات
- قسمت ۶۲:خود شیفتگی
- قسمت ۶۳:رازداری
- قسمت ۶۴:سینما
- قسمت ۶۵:آب
- قسمت ۶۶:سن و سال
- قسمت ۶۷:خانواده
- قسمت ۶۸:بازار کار
- قسمت ۶۹:انگیزه
- قسمت ۷۰:پول
- قسمت ۷۱:حسادت
- قسمت ۷۲:خواستگاری
- قسمت ۷۳:اخلاق
- قسمت ۷۴:بهداشت
- قسمت ۷۵:ساخت و ساز
- قسمت ۷۶:اعتماد
- قسمت ۷۷:واسطه گری
- قسمت ۷۸:رزق و روزی
- قسمت ۷۹:ریسک
- قسمت ۸۰:فرزند آوری
- قسمت ۸۱:مغز و اعصاب
- قسمت ۸۲:فوتبال
- قسمت ۸۳:آلودگی صوتی
- قسمت ۸۴:ارث و میراث
- قسمت ۸۵:زبان
- قسمت ۸۶:رانندگی
- قسمت ۸۷:علم و دانش
- قسمت ۸۸:دارو
- قسمت ۸۹:چین
- قسمت ۹۰:شهرنشینی
- قسمت ۹۱:طلاق
- قسمت ۹۲:تاثیرپذیری
- قسمت ۹۳:تواضع و فروتنی
- قسمت ۹۴:شجاعت
- قسمت ۹۵:ژنتیک
- قسمت ۹۶:سلیقه
- قسمت ۹۷:تلفن همراه
- قسمت ۹۸:وسوسه
- قسمت ۹۹:برند
- قسمت ۱۰۰:مهمانی
- قسمت ۱۰۱:بدآموزی
- قسمت ۱۰۲:بدآموزی(۲)
- قسمت ۱۰۳:مسافرت
- قسمت ۱۰۴:استراحت
- قسمت ۱۰۵:تجرد
- قسمت ۱۰۶:خرید و فروش
- قسمت ۱۰۷:پدر
- قسمت ۱۰۸:طرفداری
- قسمت ۱۰۹:رفاقت
- قسمت ۱۱۰:تبلیغات
- قسمت ۱۱۱:کنجکاوی
- قسمت ۱۱۲:سربازی
- قسمت ۱۱۳:جنبه
- قسمت ۱۱۴:خودآزاری
- قسمت ۱۱۵:کتاب
- قسمت ۱۱۶:مرام و معرفت
- قسمت ۱۱۷:موبایل
- قسمت ۱۱۸:تاریخ
- قسمت ۱۱۹:اعتماد به نفس
- قسمت ۱۲۰:بهداشت سلامتی
- قسمت ۱۲۱:امداد و نجات
- قسمت ۱۲۲:ترس
- قسمت ۱۲۳:مهاجرت
- قسمت ۱۲۴:معلم و مدرسه
- قسمت ۱۲۵:مادر
- قسمت ۱۲۶:قدرشناسی
- قسمت ۱۲۷:خوش قولی
- قسمت ۱۲۸:تقلب
- قسمت ۱۲۹:انرژی منفی
- قسمت ۱۳۰:سوءتفاهم
- قسمت ۱۳۱:خبر
- قسمت ۱۳۲:فقر فرهنگی
- قسمت ۱۳۳:طبیعت
- قسمت ۱۳۴:بحران
- قسمت ۱۳۵:گردشگری
- قسمت ۱۳۶:هنر و هنرمند
- قسمت ۱۳۷:زبان خارجی
- قسمت ۱۳۸:صداقت
- قسمت ۱۳۹:دخانیات
- قسمت ۱۴۰:اجاره
- قسمت ۱۴۱:خساست
- قسمت ۱۴۲:فضای مجازی
- قسمت ۱۴۳:مشاوره
- قسمت ۱۴۴:تابستان
- قسمت ۱۴۵:حواس‌پرتی
- قسمت ۱۴۶:ابراز احساسات
- قسمت ۱۴۷:آمار
- قسمت ۱۴۸:توهم
- قسمت ۱۴۹:دستمزد
- قسمت ۱۵۰:بی‌پولی
- قسمت ۱۵۲:هیچ چی
- قسمت ۱۵۳:شغل دوم
- قسمت ۱۵۴:زاعدات
- قسمت ۱۵۵:دورهمی
- قسمت ۱۵۶:شایعه
- قسمت ۱۵۷:سانسور
- قسمت ۱۵۸:قانون بقای بازنشستگی
- قسمت ۱۵۹:وجدان کاری
- قسمت ۱۶۰:شب یلدا
- قسمت ۱۶۱:مرگ و میر
- قسمت ۱۶۲:دانشجو
- قسمت ۱۶۳:فرهنگسازی
- قسمت ۱۶۴:چهره هایتقلبی
- قسمت ۱۶۵:ترافیک
- قسمت ۱۶۶:انرژی
- قسمت ۱۶۷:حریم شخصی
- قسمت ۱۶۸:زلزله
- قسمت ۱۶۹:معلم
- قسمت ۱۷۰:مسئولیت پذیری
- قسمت ۱۷۱:مردم
- قسمت ۱۷۲:ابتذال
- قسمت ۱۷۳:پرستار
- قسمت ۱۷۴:آموزش و پرورش
- قسمت ۱۷۵:کار تیمی
- قسمت ۱۷۶:مدیریت بحران
- قسمت ۱۷۷:حساب بانکی
- قسمت ۱۷۸:پیشگیری
- قسمت ۱۷۹:ایمنی
- قسمت ۱۸۰:اشتغال
- قسمت ۱۸۱:رؤیاپردازی
- قسمت ۱۸۲:سن
- قسمت ۱۸۳:بومی سازی
- قسمت ۱۸۴:محیط زیست
- قسمت ۱۸۵:پشت پرده
- قسمت ۱۸۶:رکورد
- قسمت ۱۸۷:شانس ۲
- قسمت ۱۸۸:قدرت سخنگویی
- قسمت ۱۸۹:خدمات
- قسمت ۱۹۰:گرانی
- قسمت ۱۹۱:مجوز
- قسمت ۱۹۲:مادر
- قسمت ۱۹۳:تعطیلات
- قسمت ۱۹۴:محتوا
- قسمت ۱۹۵:سختی کار
- قسمت ۱۹۶:ترس
- قسمت ۱۹۷:ویژه برنامه ۱۳۹۸
- قسمت ۱۹۸:یلدا
- قسمت ۱۹۹:بیکاری
- قسمت ۲۰۰:ازدواج
- قسمت ۲۰۱:سقوط هواپیما

## جوایز
| سال  | جایزه                            | رده                                | دریافت‌کننده | نتیجه    |
| ---- | -------------------------------- | ---------------------------------- | ----------- | -------- |
| ۱۴۰۰ | بیست‌ویکمین دوره جشن حافظ         | بهترین چهره تلویزیونی              | مهران مدیری | نامزدشده |
| ۱۳۹۹ | بیستمین دوره جشن حافظ            | بهترین چهره تلویزیونی              | مهران مدیری | نامزدشده |
| ۱۳۹۷ | هجدهمین جشن حافظ                 | بهترین چهره تلویزیونی              | مهران مدیری | برنده    |
| ۱۳۹۶ | هفدهمین دوره جشن حافظ            | بهترین چهره تلویزیونی              | مهران مدیری | برنده    |
| ۱۳۹۵ | شانزدهمین دوره جشن حافظ          | بهترین چهره تلویزیونی              | مهران مدیری | برنده    |
| ۱۳۹۵ | سومین جشنواره تلویزیونی سه ستاره | بهترین برنامه سرگرمی تلویزیون      | دورهمی      | برنده    |
| ۱۳۹۵ | سومین جشنواره تلویزیونی سه ستاره | بهترین مجری تلویزیون               | مهران مدیری | برنده    |
| ۱۳۹۷ | پنجمین جشنواره تلویزیونی جام جم  | بهترین مجری مؤلف و برنامه جریان‌ساز | مهران مدیری | برنده    |
| ۱۳۹۷ | پنجمین جشنواره تلویزیونی جام جم  | بهترین تیتراژ منتخب از نگاه مردم   | دورهمی      | برنده    |

### جشنواره تلویزیونی سه ستاره
برنامه دورهمی از نگاه مردم به عنوان بهترین برنامه در سال ۱۳۹۵ انتخاب شد. این رای‌گیری در برنامه سه ستاره که با اجرای احسان علیخانی بود انجام شد همچنین مهران مدیری کارگردان و مجری و طراح این برنامه هم مقام اول را در حوزه بهترین اجرا به خود اختصاص داد.

## حاشیه‌ها
از مصاحبهٔ این اشخاص خبر و عکس‌هایی منتشر کردند ولی به دلایل نامعلومی از تلویزیون پخش نشد:
- مجید مظفری
(در سری اول پخش نشد در سری سوم مجدد دعوت شد و پخش شد)
- فرمان فتحعلیان
- عزت‌الله ضرغامی
- مریم نشیبی
- ناصر ملک مطیعی
(برنامه توسط یک فرد از جایگاه تماشاگران با موبایل ضبط و حدود ۲ سال بعد در سرویس‌های اشتراک ویدئو آپارات و یوتیوب منتشر شد)
- بهروز افخمی
(در بازپخش پخش شد)
- رسول صدرعاملی
(در بازپخش پخش شد)
- مهدی احمدوند
- افسر اسدی
- پوران درخشنده[۵]
- هلیا امامی
- رز رضوی
- محسن ابراهیم‌زاده
- همچنین تلویزیون دقایقی از برنامه دورهمی را بنا به دلایل نامعلومی حذف و سانسور می‌کند که به عنوان مثال می‌توان به حذف قسمت حضور مهدی احمدوند حمید عسگری و همچنین قسمتی که کتایون ریاحی مهمان برنامه بود که با اصلاحات زیاد و سانسور روی آنتن رفت اشاره کرد. در ضمن در برخی از قسمت‌های برنامه دورهمی قسمتی از استندآپ‌های مهران مدیری نیز سانسور می‌شود. در فصل اول این مجموعه نیز قائم مقام معاون سیما گفت: با رفتار تنبیه آمیز مجری شأن میهمانان برنامه نادیده گرفته شده‌است که این موضوع را بررسی کردیم و بلافاصله به عوامل برنامه تذکر جدی داده شد تا نسبت به موارد اخلاقی و رعایت سبک زندگی ایرانی اسلامی دقت بیشتری شود. در قسمت اول فصل پنجم دورهمی مهران مدیری از دولت به دلیل کم‌کاری مسئولان در امداد رسانی به مناطق سیل زده انتقاد کرد که این انتقاد او موجب حواشی بسیاری شده و از جمله این حواشی انتقاد وزیر کشور ایران آقای عبدالرضا رحمانی فضلی بوده که خواستار برخورد با این برنامه شد.[۶] در ایران از بهمن ماه سال ۱۳۹۸ کرونا ویروس به شدت شیوع پیدا نمود و زمینه‌ساز بحران انسانی شد به طوری‌که ایران در رتبه سوم آمار مبتلایان و قربانیان جهان قرار گرفت.[۷] بنابر توصیه کلیه کارشناسان بهداشتی می‌بایست اجتماعات انسانی به دلیل دوران نهفتگی حداقل ۱۴ روزه این ویروس تعطیل می‌شد با این وجود مهران مدیری علیرغم انتقادات بسیار زیاد اصرار به ادامه برنامه با تماشاگر در استودیو داشت و بالاخره پس از سه هفته بی‌توجهی به انتقادها مهران مدیری سرانجام در صفحه رسمی برنامه دورهمی اعلام کرد از ۲۴ اسفند این برنامه بدون تماشاگر حاضر برگزار می‌گردد و با تمهیدات فنی تدوین و رعایت پروتکل‌های بهداشتی حضور تماشاگران به مجموعه اضافه خواهد شد.[۸][۹]